# 藤田記子
藤田 記子（ふじた のりこ、1973年7月17日 - ）は、日本の女優、声優。劇団カムカムミニキーナ所属。東京都出身。

## 人物
1994年より劇団に加入し、所属劇団での活動のほか、自ら立ち上げた劇団ユニット「うさこF」のプロデュースも行う。
趣味はプロレス観戦。

## 出演作品

### テレビドラマ
- シェフは名探偵（2021年） - 粕谷久美 役

### 映画
- 闇金ドックス7（2017年） - 加藤先生 役
- 東京アディオス（2019年）

### テレビアニメ
- おジャ魔女どれみ シリーズ
  - おジャ魔女どれみ（1999年） - 太田ゆたか、主婦！かなえママ
  - おジャ魔女どれみ♯（2000年） - 太田ゆたか、給食のおばさん
  - も〜っと!おジャ魔女どれみ（2001年） - 太田ゆたか
  - おジャ魔女どれみドッカ〜ン!（2002年） - 太田ゆたか
- おねがいマイメロディシリーズ
  - おねがいマイメロディ（2005年） - 燕子花麗
  - おねがいマイメロディ 〜くるくるシャッフル!〜（2006年） - 蒸子花麗
  - おねがいマイメロディ すっきり♪（2007年） - 管理人さん、マリー・アントワ、ダー子、謎の女豹
- 人造昆虫カブトボーグ V×V（2007年） - メリーアン

### 劇場アニメ
- おジャ魔女どれみ#（太田ゆたか）

### 舞台
- 明治座公演「三人吉三〜江戸青春〜」（2003年）
- ピヴォ☆ガール（2005年 XANADU loves NHCの日に出演）
- ONEOR8 「電光石火」（2006年）
- 劇団TEAM-ODAC第10回本公演 「浮遊するfitしない者達」（2012年7月）
- KOKAMI@network vol.14 「イントレランスの祭」（2016年）
- Room NO.925「ジャニス」（2025年公演予定）[3]